# Oskar Erbslöh
Oskar Erbslöh (ur. 21 kwietnia 1879 w Elberfeld, zm. 13 lipca 1910 w Pattscheid) – niemiecki pilot, zwycięzca II edycji zawodów o Puchar Gordona Bennetta.

## Życiorys
Urodził się w Elberfeld, które od 1929 roku jest częścią Wuppertal. Jego rodzice Carla Emila Erbslöha i Marie Erbslöh z domu Friederichs mieli trójkę dzieci, a Oskar był najmłodszy. Ojciec był właścicielem fabryki tekstyliów w Elberfeld, którą miał przejąć najstarszy syn Emil. Po jego śmierci Oskar, który doświadczenie zawodowe zdobywał w Ameryce Północnej w 1905 roku dołączył do ojca. Nigdy się nie ożenił.

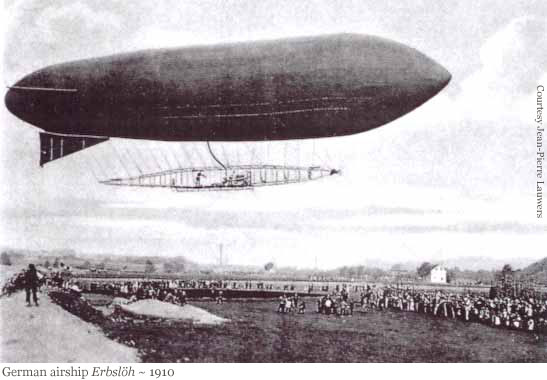
Sterowiec Erbslöh.

18 marca 1905 roku odbył pierwszy lot balonem z Paulem Meckelem z Solingen do Münster. Kolejne loty odbywał z Ernstem Milarchem w 1906 roku. W tym samym roku 30 września wystartował w zawodach o Puchar Gordona Bennetta razem z Hugo von Abercronem na balonie Düsseldorf. Zawody ukończyli na dziewiątym miejscu. W następnym roku wziął udział w kilku zawodach balonowych, ale najważniejszy był start w II Pucharze Gordon Bennetta w Saint Louis, gdzie wystartował na balonie Pommern razem z amerykańskim meteorologiem Henry Claytonem i wygrał. Dzięki jego zwycięstwu kolejne zawody odbyły się w Berlinie, ale Erbslöh startujący na balonie Berlin z Josefem Stickerem zajął dziewiąte miejsce. W 1909 roku przelatuje balonem nad Alpami z Sankt Moritz do Włoch.

## Sterowce
W grudniu 1908 roku w Düsseldorfie powstaje firma Rheinisch-Westfälische Motorluftschiff-Gesellschaft eV, która ma zajmować się budową sterowców. Erbslöh zostaje jej prezesem, a Paul Meckel kierował działem technicznym. W 1909 w Leichlingen rozpoczęto budowę pierwszej w Niemczech hali dla sterowców, która zostaje ukończona 9 listopada. Równocześnie trwają prace nad budową sterowca według projektu Erbslöha. Otrzymuje on nazwę Erbslöh i już w grudniu 1909 roku rusza w pierwszą podróż, która niestety kończy się uszkodzeniem. Po poprawkach w następnym roku sterowiec odbył kilka lotów próbnych. 13 lipca 1910 roku konstruktor oraz Max Otto Toelle, Hans Leo Höpp, Rudolf Kranz i Josephem Spicks odbyli lot testowy podczas którego nastąpił wybuch wodoru. Wszyscy uczestnicy lotu zginęli. Wypadek miał miejsce w Pattscheid. Miejscowość ta dziś jest dzielnicą Leverkusen.

## Upamiętnienie
- ulice w Wuppertal, Langenfeld i Solingen nazwano imieniem Oskara Erbslöha[3].
- w 1911 roku w Leichlingen ustawiono kamień pamiątkowy na którym umieszczono tekst „13.Juli 1910 Himmelan ging euer Flug, wie ein Aar der Sonne entgegen. Doch ein widriges Geschick stürzte euch jählings herab.”[4][5]